# Joaquim Alberto Silva
Joaquim Alberto Silva, noto come Quinzinho (Luanda, 4 marzo 1974 – Alverca do Ribatejo, 15 aprile 2019), è stato un calciatore angolano, di ruolo attaccante.

## Biografia
Era il padre del calciatore portoghese Xande Silva.
È scomparso nel 2019 per un infarto, mentre si trovava in Portogallo.

## Carriera

### Club
Dopo gli inizi in Angola, in Brasile e nel campionato portoghese, ha giocato anche in Spagna e in Cina, per poi fare ritorno nella terra natale.

### Nazionale
Con la Nazionale angolana ha preso parte alla Coppa d'Africa nel 1996 e nel 1998.

## Palmarès

### Club

#### Competizioni nazionali
- Campionato portoghese: 3

Porto: 1995-1996, 1996-1997, 1998-1999
- Supercoppa di Portogallo: 2

Porto: 1996, 1998

#### Competizioni statali
- Campionato Alagoano: 1

ASA: 2011